# أطلس البروتين البشري
جدول قاعدة بيانات بيولوجية
بوابة Human Protein Atlas هي قاعدة بيانات متاحة للجمهور تحتوي على ملايين الصور عالية الدقة التي توضح التوزيع المكاني للبروتين في الأنسجة البشرية الطبيعية وأنواع السرطان المختلفة ، بالإضافة إلى التوطين الخلوي الفرعي في الخلايا المفردة.

اطلس البروتين البشري Human Protein Atlas هو برنامج سويدي بدأ في عام 2003 بهدف رسم خريطة لجميع البروتينات البشرية في الخلايا والأنسجة والأعضاء باستخدام تكامل تقنيات omics المختلفة ، بما في ذلك التصوير القائم على الأجسام المضادة ، والبروتينات القائمة على قياس الطيف الكتلي ، وعلم الأحياء والأنظمة . جميع البيانات الموجودة في مصدر المعرفة مفتوحة للسماح للعلماء في الأوساط الأكاديمية والصناعية بالوصول بحرية إلى البيانات لاستكشاف البروتين البشري. في ديسمبر 2022 ، تم إطلاق الإصدار 22 حيث تم تقديم قسمين جديدين ، أطلس دم الأمراض البشرية ، وقسم موارد البنية ، وكلاهما يعتمد بشكل كبير على نمذجة التنبؤ القائمة على الذكاء الاصطناعي والتعلم الآلي.
يتضمن المورد الآن 12 قسمًا منفصلاً مع معلومات تكميلية حول جميع البروتينات البشرية. تم تحديث جميع البيانات على ما يقرب من 5 ملايين صفحة ويب فردية. ساهم برنامج أطلس البروتين البشري بالفعل في عدة آلاف من المنشورات في مجال علم الأحياء والأمراض البشرية وتم اختياره من قبل منظمة ELIXIR كمورد أساسي أوروبي نظرًا لأهميته الأساسية لمجتمع علوم الحياة الأوسع. يتم تمويل اتحاد أطلس البروتين البشري HPA من قبل مؤسسة Knut و Alice Wallenberg .

## اثنا عشر قسما
يتكون أطلس البروتين البشري من اثني عشر قسمًا:
- يركز قسم الأنسجة [1] في أطلس البروتين البشري على ملامح التعبير في الأنسجة البشرية للجينات على مستوى الرنا المرسال ومستوى البروتين. يتم اشتقاق بيانات التعبير البروتيني من 44 نوعًا طبيعيًا من الأنسجة البشرية من التنميط البروتيني القائم على الأجسام المضادة باستخدام الكيمياء الهيستولوجية المناعية . تتوفر جميع الصور الأساسية للأنسجة الطبيعية الملونة بالكيمياء المناعية جنبًا إلى جنب مع التعليق التوضيحي القائم على المعرفة لمستويات التعبير البروتيني.
- يوفر قسم الدماغ [2] تحديدًا مكانيًا شاملاً للدماغ ، بما في ذلك نظرة عامة على تعبير البروتين في دماغ الثدييات بناءً على تكامل البيانات من الإنسان والخنزير والفأر. تتوفر بيانات النسخ جنبًا إلى جنب مع البروتين القائم على التقارب في الموقع وصولاً إلى تفاصيل الخلية المفردة في هذا الأطلس الفرعي المعتني بالدماغ لأطلس البروتين البشري. البيانات المقدمة تتعلق بالجينات البشرية وأخصائيي تقويم الأسنان الفرديين في الخنزير والفأر. توفر صفحات ملخص الجينات مشهد التعبير الهرمي من 13 منطقة رئيسية من الدماغ إلى نوى فردية وحقول فرعية لكل جين ترميز بروتين. بالنسبة للبروتينات المحددة ، تتوفر صور عالية المحتوى لاستكشاف توزيع البروتين الخلوي وشبه الخلوي. بالإضافة إلى ذلك ، يحتوي قسم الدماغ على قوائم الجينات ذات التعبير المرتفع في منطقة أو مجموعة من المناطق لمساعدة المستخدم على تحديد ملامح تعبير البروتين الفريدة المرتبطة بعلم وظائف الأعضاء والوظيفة.
- يحتوي قسم نوع الخلية المفردة [3] على معلومات تستند إلى بيانات تسلسل الحمض النووي الريبي أحادية الخلية (scRNAseq) من 25 نسيجًا بشريًا وخلايا أحادية النواة في الدم المحيطي (PBMCs) ، جنبًا إلى جنب مع أقسام الأنسجة المشوبة المناعية التي تم اكوينها داخليًا والتي تصور أنماط التعبير عن البروتين المكاني المقابل . استند تحليل scRNAseq إلى بيانات التعبير الجينومي المتاحة للجمهور ، ويشتمل على جميع جينات ترميز البروتين في 444 مجموعة من أنواع الخلايا الفردية المقابلة لـ 15 مجموعة مختلفة من أنواع الخلايا. تم إجراء تصنيف للخصوصية والتوزيع لتحديد عدد الجينات المرتفعة في أنواع الخلايا المفردة هذه ، وعدد الجينات المكتشفة في نوع واحد أو عدة أنواع من الخلايا أو جميعها على التوالي. يمكن استكشاف الجينات المعبر عنها في كل نوع من أنواع الخلايا في مخططات UMAP التفاعلية والمخططات الرأسية ، مع روابط إلى البقع المناعية المناعية في الأنسجة البشرية.
- يحتوي قسم نوع خلية الأنسجة على تنبؤات خصوصية تعبير نوع الخلية لجميع جينات ترميز البروتين البشري ، والتي تم إنشاؤها باستخدام تحليل شبكة متكامل لبيانات RNAseq الكثيرة المتاحة للجمهور. يتم استخدام تصنيف النوعية للتنبؤ بالجينات المخصبة في كل نوع من الخلايا المكونة داخل نسيج فردي. يمكن استكشاف البيانات على أساس نسيج تلو الآخر ، جنبًا إلى جنب مع أقسام الأنسجة المشوبة التي تم إنشاؤها داخليًا. بالإضافة إلى ذلك ، يركز تحليل نوع الخلية الأساسية على أنواع الخلايا الموجودة في جميع أو غالبية الأنسجة المحددة ؛ على سبيل المثال ، الخلايا البطانية أو الضامة. هنا يتم تفصيل الجينات ذات الخصوصية المتوقعة في أنواع الخلايا الأساسية هذه في الأنسجة المتعددة.
- يحتوي قسم علم الأمراض [4] على معلومات تستند إلى mRNA وبيانات تعبير البروتين من 17 نوعًا مختلفًا من السرطان البشري بالإضافة إلى ملايين من صور أقسام الأنسجة الملطخة بالكيمياء المناعية التي تم إنشاؤها داخليًا ومخططات Kaplan-Meier التي توضح الارتباط بين تعبير mRNA لكل جين بروتين إنساني وشفاء مريض بالسرطان.
- يحتوي قسم الخلايا المناعية [5] على معلومات خلية مفردة عن ملامح تعبير الحمض النووي الريبي على مستوى الجينوم لجينات ترميز البروتين البشري التي تغطي مختلف الخلايا المناعية B و T ، والخلايا الأحادية ، والخلايا الحبيبية ، والخلايا المتغصنة. يغطي تحليل النسخ 18 نوعًا من الخلايا معزولة عن طريق فرز الخلايا ويتضمن التصنيف بناءً على الخصوصية والتوزيع ومجموعة التعبير عبر جميع الخلايا المناعية.
- يعرض قسم بروتينات الدم [6] تركيزات البلازما المقدرة للبروتينات المكتشفة في دم الإنسان من دراسات البروتينات القائمة على قياس الطيف الكتلي ، وبيانات المقايسة المناعية المنشورة ، ودراسة طولية تعتمد على مقايسة الامتداد التقريبي (PEA). علاوة على ذلك يٌقدم تحليل لـ "الإفراز البشري" بما في ذلك شرح الجينات المتوقع إفرازها بشكل نشط في دم الإنسان ، وكذلك إلى الأجزاء الأخرى أو أنظمة أعضاء الجسم البشري مثل الجهاز الهضمي أو الدماغ.
- يقدم القسم دون الخلوي [7] من أطلس البروتين البشري رؤى عالية الدقة في التعبير والتوزيع الزماني المكاني للبروتينات المشفرة بواسطة 13041 جينًا (65٪ من جينات ترميز البروتين البشري). لكل جين تم التحقيق في التوزيع دون الخلوي للبروتين عن طريق التألق المناعي (ICC-IF) والفحص المجهري متحد البؤر في ما يصل إلى ثلاثة خطوط خلوية مختلفة ، تم اختيارها من مجموعة فرعية من 36 من خطوط الخلايا الموجودة في قسم خط الخلية. عند تحليل الصورة ، تم تصنيف التوطين الخلوي للبروتين في واحدة أو أكثر من 35 عضيات مختلفة وهياكل خلوية دقيقة. بالإضافة إلى ذلك ، يتضمن القسم شرحًا توضيحيًا للجينات التي تعرض تباينًا في خلية واحدة في مستويات التعبير البروتيني و / أو التوزيع الخلوي الفرعي ، بالإضافة إلى تحليل موسع لاعتماد دورة الخلية لهذه الاختلافات.
- يحتوي قسم خط الخلية على معلومات حول ملامح تعبير الحمض النووي الريبي على مستوى الجينوم لجينات ترميز البروتين البشري في 69 خطًا من الخلايا البشرية. يشتمل تحليل النسخ على التصنيف بناءً على الخصوصية والتوزيع وتحليل كتلة التعبير عبر جميع خطوط الخلايا.
- يتيح قسم التمثيل الغذائي [8] استكشاف وظيفة البروتين والتعبير الجيني الخاص بالأنسجة في سياق شبكة التمثيل الغذائي البشري الأكثر تنظيمًا. بالنسبة للبروتينات المشاركة في عملية التمثيل الغذائي تعطي ملخص استقلابي يصف النظم الفرعية / المسارات الأيضية والأعضاء الخلوية وعدد التفاعلات المرتبطة بالبروتين. أكثر من 120 خريطة لمسار التمثيل الغذائي المنسقة يدويًا تسهل تصور مشاركة كل بروتين في عمليات التمثيل الغذائي المختلفة. كل خريطة مسار مصحوبة بخريطة حرارية توضح بالتفصيل مستويات الرنا المرسال عبر 256 نوعًا مختلفًا من الأنسجة لجميع البروتينات المشاركة في المسار الأيضي. يتوفر المزيد من التفاصيل وخرائط الاعضاء الخلوية الكاملة على موقع metabolicatlas.org. [9]
- يحتوي قسم الأمراض على معلومات عن مستويات البروتين في الدم لدى المرضى الذين يعانون من أمراض مختلفة ويسلط الضوء على البروتينات المرتبطة بهذه الأمراض باستخدام تحليل التعبير التفاضلي واستراتيجية التنبؤ بالمرض على أساس التعلم الآلي.
- يحتوي قسم البنية على معلومات حول التركيب ثلاثي الأبعاد للبروتينات البشرية.

## ميزات إضافية
بالإضافة إلى الأقسام الاثني عشر من أطلس البروتين البشري HPA، لاستكشاف التعبير الجيني والبروتيني ، يوجد العديد من الميزات المتاحة على موقع HPA الإلكتروني لمساعدة مجتمع البحث ، بما في ذلك الموارد الخارجية المتكاملة ، مثل أطلس الأيض Metabolic Atlas والمواد التعليمية والبيانات المجانية القابلة للتنزيل.
- يشتمل قسم  "Learn" (تعلّم) في أطلس البروتين البشري على موارد تعليمية ، بما في ذلك المعلومات المتعلقة بالتطبيقات والتقنيات القائمة على الأجسام المضادة وقاموس الأنسجة ومقاطع الفيديو التعليمية ثلاثية الأبعاد. القاموس هو أداة تفاعلية للاستكشاف بملء الشاشة مجانًا لصور الشرائح الكاملة للأعضاء والأنسجة البشرية الطبيعية والأنسجة السرطانية وهياكل الخلايا (بنيتها) ، مصحوبة بتعليقات توضيحية مفصلة لجميع العناصر الهيكلية الرئيسية. تم إنتاج مقاطع فيديو تعليمية بواسطة الأطلس HPA ، تصور استكشاف جسم الإنسان في صورة ثلاثية الأبعاد ، باستخدام التنميط القائم على الأجسام المضادة للأنسجة والفحص المجهري الضوئي. الأفلام متوفرة على موقع HPA وكذلك على قناة يوتيوب.
- تقدم مجموعات البيانات المستخدمة في أطلس البروتين البشري HPA مجانًا لتشجيع المزيد من الدراسات داخل مجتمع البحث. يتم توفير الوصول إلى مجموعات البيانات الشاملة من خلال صفحة البيانات القابلة للتنزيل الخاصة بأطلس البروتين البشري حيث يتوفر 29 ملفًا مختلفًا قابلا للتنزيل ، تحتوي على بيانات شاملة للجينوم عبر فحوصات مختلفة.

## التاريخ
بدأ برنامج أطلس البروتين البشري في عام 2003 بتمويل من منظمة غير ربحية Knut and Alice Wallenberg (KAW). الموقع الرئيسي للمشروع هو المعهد الملكي للتكنولوجيا (KTH) ، كلية العلوم الهندسية في الكيمياء والتكنولوجيا الحيوية والصحة (بستوكهولم ، السويد). بالإضافة إلى ذلك ، يشمل المشروع مجموعات بحثية في جامعة أوبسالا ، ومعهد كارولينسكا ، وجامعة تشالمرز للتكنولوجيا ، وجامعة لوند ، بالإضافة إلى العديد من التعاون الدولي الحالي والماضي الذي بدأ مع مجموعات بحثية في أوروبا والولايات المتحدة وكوريا الجنوبية والصين والهند. البروفيسور ماتياس أولين هو مدير البرنامج.
تم إجراء البحث الذي يدعم بدء استكشاف البروتين البشري بأكمله في برنامج أطلس البروتين البشري في أواخر التسعينيات وأوائل القرن الحادي والعشرين. تم إجراء دراسة تجريبية تستخدم إستراتيجية بروتينات التقارب affinity باستخدام الأجسام المضادة المنقاة من التقارب تكونت ضد شظايا البروتين البشري المؤتلف من أجل تحديد خصائص البروتين في نطاق الكروموسوم 21.  كما تم تنفيذ مشاريع أخرى لإنشاء عمليات لتنقية التقارب المتوازي والآلي للأجسام المضادة أحادية النوعية والتحقق من صحتها.  

## البحث
تُستخدم الأجسام المضادة والمستضدات ، المنتجة في سير عمل أطلس البروتين البشري ، في المشاريع البحثية لدراسة المؤشرات الحيوية المحتملة في أمراض مختلفة ، مثل سرطان الثدي ،وسرطان البروستاتا ، وسرطان القولون ، والسكري وأمراض المناعة الذاتية ، وسرطان المبيض، والفشل الكلوي.      
يشارك الباحثون المشاركون في مشاريع أطلس البروتين البشري في البروتوكولات وتفاصيل الطريقة في مجموعة الوصول المفتوح على Protocols.io.  يتم بذل جهد كبير للتحقق من صحة كواشف الجسم المضاد المستخدمة في تحديد ملامح الأنسجة والخلايا ، وقد نفذ الأطلس HPA معايير التحقق من صحة الأجسام المضادة الصارمة على النحو الذي اقترحته مجموعة العمل الدولية للتحقق من صحة الجسم المضاد (IWGAV).   

## التعاون
شارك برنامج أطلس البروتين البشري H P A في 9 مشاريع بحثية تابعة للاتحاد الأوروبي : ENGAGE و PROSPECTS و BIO_NMD و AFFINOMICS و CAGEKID و EURATRANS و ITFoM و DIRECT و PRIMES.

## أنظر أيضا
- أطلس التعبير
- أطلس جينوم السرطان